# Curt von Bardeleben
Curt von Bardeleben (Berlín, 4 de març de 1861 – 31 de gener de 1924) fou un Comte i jugador d'escacs alemany.

## Biografia i influències
Von Bardeleben es va suïcidar saltant des d'una finestra, el 1924. La seva vida i mort serví de base per al personatge principal de la novela The Defense de Vladimir Nabokov, alhora passada al cinema amb el nom de La Defensa Luzhin. Va ser editor de la revista Deutsche Schachzeitung des de 1887 fins a 1891.

## Resultats destacats en competició
Va empatar al primer lloc, amb Riemann a Leipzig 1888, empatà al primer lloc amb Walbrodt al 8è DSB Congress a Kiel 1893, fou primer a Berlín (SV Centrum) 1897, i empatà al primer lloc amb Schlechter i Swiderski al 14è Congrés de la DSB a Coburg 1904.
La seva partida més coneguda és, probablement, la seva derrota contra el vigent capió del món Wilhelm Steinitz a Hastings 1895, especialment perquè en lloc d'abandonar, va preferir simplement marxar de la sala de joc:
1. e4 e5 2. Cf3 Cc6 3. Ac4 Ac5 4. c3 Cf6 5. d4 exd4 6. cxd4 Ab4+ 7. Cc3 d5 8. exd5 Cxd5 9. O-O Ae6 10. Ag5 Ae7 11. Axd5 Axd5 12. Cxd5 Dxd5 13. Axe7 Cxe7 14. Te1 f6 15. De2 Dd7 16. Tac1 c6 17. d5 cxd5 18. Cd4 Rf7 19. Ce6 Thc8 20. Dg4 g6 21. Cg5+ Re8 22. Txe7+ Rf8 23. Tf7+ Rg8 24. Tg7+ 1-0